# (2125) Karl-Ontjes
(2125) Karl-Ontjes (2005 P-L) – planetoida z pasa głównego asteroid okrążająca Słońce w ciągu 4,66 lat w średniej odległości 2,79 au. Odkryta 24 września 1960 roku.